# Joann Ginal
Joann Ginal es una política estadounidense que sirve en el Senado de Colorado en el distrito 14 desde 2019, como miembro del Partido Demócrata. Antes de su mandato en el Senado estatal, sirvió en la Cámara de Representantes de Colorado en el distrito 52 de 2013 a 2019.
Ginal nació en Manchester, New Hampshire, y también vivió en Florida y Massachusetts. Se graduó de la Universidad de New Hampshire, la Universidad Estatal de Iowa y la Universidad Estatal de Colorado. En 2012, fue elegida para la Cámara estatal para suceder a John Kefalas, quien se había postulado para un escaño en el Senado estatal, y sirvió hasta que fue seleccionada para reemplazar a Kefalas en el Senado estatal en 2018.

## Primeros años y educación
Joann Ginal nació en Manchester, New Hampshire. Vivió en Florida y Massachusetts antes de mudarse a Fort Collins, Colorado, para continuar su educación universitaria en 1990. Se graduó de la Universidad de New Hampshire con una Licenciatura en Ciencias en Biología, de la Universidad Estatal de Iowa con una Maestría en Ciencias en Zoología y Parasitología, y de la Universidad Estatal de Colorado con un Doctorado en Endocrinología Reproductiva. Ginal recibió una certificación honorífica de la Escuela Kennedy de Harvard . Ella se identifica como lesbiana y planeaba casarse con su pareja después de la legalización de las uniones civiles entre personas del mismo sexo en Colorado.

## Legislatura estatal

### Elecciones
En 2012, John Kefalas, miembro demócrata de la Cámara de Representantes de Colorado por el distrito 52, decidió postularse para un escaño en el Senado de Colorado por el distrito 14.  Ginal ganó la nominación demócrata sin oposición y derrotó al candidato republicano Bob Morain en las elecciones generales. Derrotó a la candidata republicana Donna Walter en las elecciones de 2014, 2016 y 2018.
El senador Kefalas fue elegido para un puesto en la comisión del condado de Larimer durante las elecciones de 2018 y renunció al senado estatal para asumir el cargo. Ginal derrotó a los representantes Jennifer Arndt, William Wright y Michael Thomas en la votación realizada por el comité de vacantes el 16 de diciembre de 2018. Cathy Kipp, miembro de la junta directiva del distrito escolar de Poudre, fue seleccionada para reemplazar a Ginal en la Cámara de Representantes estatal. Durante las elecciones de 2020 ganó la nominación demócrata y derrotó al candidato republicano Hans D. Hochheimer en las elecciones generales.

### Posiciones políticas
Durante su mandato en la Cámara de Representantes, Ginal formó parte de los comités de Salud, Seguros y Medio Ambiente, Transporte y Energía, y Atención Médica Pública y Servicios Humanos. Se desempeñó como presidenta del Comité de Salud, Seguros y Medio Ambiente. Fue miembro del Caucus LGBTQ en la Cámara de Representantes estatal. Ginal sirvió en los comités de Gobierno Local, Agricultura y Recursos Naturales y Salud y Servicios Humanos del Senado estatal. Se desempeñó como presidenta del Gobierno Local y vicepresidenta del Comité de Salud y Servicios Humanos.
En 2015, Ginal y la representante Lois Court presentaron una legislación para permitir que las personas con enfermedades terminales a las que les queden menos de seis meses de vida se sometan a la eutanasia. Ella afirmó que creó la legislación debido a Brittany Maynard, una paciente con cáncer cerebral, que se mudó de California a Oregon para terminar con su vida. Su legislación fracasó en la Cámara estatal, pero la Proposición 106 de Colorado, que permitía el suicidio asistido, fue aprobada con el 64,9% del voto popular en 2016.
Ginal presentó una legislación en 2016 para convertir el carbón rodante en una infracción de tránsito menor de Clase 2 y la legislación fue promulgada por el gobernador John Hickenlooper el 5 de junio de 2017. Ginal estuvo entre los treinta y siete legisladores que respaldaron una carta en 2018, pidiendo que Planned Parenthood permitiera a sus trabajadores formar un sindicato. Ella patrocinó una legislación para permitir a los habitantes de Colorado importar medicamentos recetados desde Canadá. En 2019, ella y el representante Alex Valdez fueron reconocidos como los mejores legisladores por Colorado Voters for Animals, una organización de derechos de los animales.
En 2023, fue la única integrante de su grupo parlamentario que votó en contra de un importante proyecto de ley de reforma del uso del suelo en el Senado de Colorado que habría rezonificado los barrios y permitido la construcción de más viviendas en Colorado.